# Zwartkapzwaluw
De zwartkapzwaluw (Atticora pileata synoniem: Notiochelidon pileata) is een zangvogel uit de familie Hirundinidae (zwaluwen).

## Verspreiding en leefgebied
Deze soort komt voor van zuidelijk Mexico tot westelijk El Salvador.

## Status
De grootte van de populatie is in 2019 geschat op 50.000-500.000 volwassen vogels. Op de Rode lijst van de IUCN heeft deze soort de status niet bedreigd.